# Jules Froment

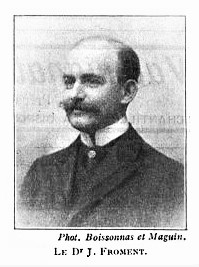
Jules Froment (vor 1914)

Jules Froment (* 7. Mai 1878 in Lyon; † 12. Juni 1946 ebenda) war ein französischer Arzt, der insbesondere auf dem Gebiet der Neurologie tätig war. Auf ihn gehen das Froment-Zeichen bei einer Schädigung des Nervus ulnaris sowie das Froment-Manöver zur Diagnostik eines Rigors zurück.

## Leben
Froment studierte bis 1901 an der Universität in Lyon Medizin und war anschließend bis zum Beginn des Ersten Weltkriegs als Arzt in Lyon berufstätig. 1906 wurde er promoviert. Während des Krieges arbeitete er bei Joseph Babinski am Hôpital Pitié Salpêtrière in Paris, wo er mit traumatischen Nervenverletzungen in Berührung kam und 1915 das später nach ihm benannte Froment-Zeichen bei einer Schädigung des Nervus ulnaris beschrieb. Gemeinsam mit Babinski veröffentlichte er eine Schrift zu Störungen des vegetativen Nervensystems bei Kriegstraumatisierten. Mit seiner Rückkehr nach Lyon 1918 wandte er sich insbesondere der Parkinson-Forschung zu. Froment beschäftigte sich u. a. mit dem Umständen des Auftretens von Rigor sowie Gang- und Sprechstörungen. Das Froment-Manöver zur Diagnostik eines Rigors geht auf diese Schaffensperiode zurück. Er leitete Abteilungen für Innere Medizin am Hôpital de la Croix-Rousse, am L’Hôtel-Dieu de Lyon und am L’hôpital Edouard Herriot (vormals Grange Blanche). Ab 1927 hatte er eine Professur für Pathologie, ab 1937 eine Professur für Innere Medizin inne. 1945 ging Jules Froment in den Ruhestand, er starb im Folgejahr in seiner Heimatstadt Lyon.